# Thierry Mugler
Thierry Mugler (Estrasburgo, 21 de dezembro de 1948 – 23 de janeiro de 2022) foi um estilista francês de moda e criador de vários perfumes.
Em 2009, desenhou um vestido para Beyoncé.